# UNISON (związek zawodowy)
UNISON – związek zawodowy działająca w Wielkiej Brytanii od 1993.

## Historia
Powstał 1 lipca 1993 z połączenia ówczesnych trzech mniejszych organizacji związkowych:
- „National and Local Government Officers Association” (związek pracowników administracji rządowej),
- „National Union of Public Employees” (ogólnobrytyjski związek pracowników sektora publicznego),
- „Confederation of Health Service Employees” (konfederacja związków pracowników usług zdrowotnych).

Obecnie jego członkami mogą być wyłącznie pracownicy sektora publicznego, m.in.: państwowej i prywatnej służby zdrowia oraz usług medycznych, policji, straży pożarnej, administracji samorządów lokalnych i rządowych, dostawców energii elektrycznej, wody i gazu ziemnego, zakładów oczyszczania miasta, komunikacji publicznej, itp.

## Organizacja
Związek zrzesza obecnie 1,3 miliona członków i jest największym związkiem zawodowym na Wyspach Brytyjskich. Główna siedziba związku znajduje się w Londynie, w pobliżu dworca kolejowego Londyn-Euston. Funkcję Sekretarza Generalnego związku pełni od 2001 Dave Prentis
Związek jest stowarzyszony z brytyjską Partią Pracy (Labour Party) i wspiera jej poglądy polityczno-ideologiczne oraz uczestniczy w jej kampaniach politycznych.
Związek akcentuje swoje poparcie dla wszelkich grup mniejszościowych, szczególnie pracowników o zagranicznym rodowodzie. UNISON popiera proces islamizacji Wielkiej Brytanii, m.in. jego szkocki oddział poparł zakaz spożywania czegokolwiek oraz picia napojów podczas trwania islamskiego ramadanu w obiektach szkockiej, publicznej służby zdrowia w obecności muzułmanów (zakaz np. picia herbaty przy biurku, jeśli mogłaby to zobaczyć muzułmanka zatrudniona w pobliżu). Związek otacza szczególną ochroną czarnoskórych związkowców i organizuje kampanie anty-rasistowskie. UNISON ma również najsilniej zorganizowaną w Wielkiej Brytanii grupę związkowców, rekrutujących się spośród osób należących do mniejszości seksualnych. 
Związek jest stowarzyszony z Ogólnopolskim Porozumieniem Związków Zawodowych. W latach 2008–2012 współpracę pomiędzy OPZZ a UNISON koordynował Adam Rogalewski. Pełnił on jednocześnie na terenie Wielkiej Brytanii funkcję koordynatora UNISON dla pracowników pochodzących z Polski, których liczbę w UNISON ocenia się na 100 000 osób.
UNISON jest zrzeszony w centralach związkowych: Kongresie Związków Zawodowych (TUC) oraz Kongresie Szkockich Związków Zawodowych (SCTU).

## Sekretarze Generalni
- 1993–1995: Alan Jinkinson
- 1995–2000: Rodney Bickerstaffe
- 2001–2021: Dave Prentis
- 2021–obecnie: Christina McAnea[11]